# Pseudochazara eremicola
Pseudochazara eremicola är en fjärilsart som beskrevs av Gross 1978. Pseudochazara eremicola ingår i släktet Pseudochazara och familjen praktfjärilar. Inga underarter finns listade i Catalogue of Life.